# 森特勒利亞 (賓夕法尼亞州)
森特勒利亞（英語：Centralia）是一個位於美國賓夕法尼亞州哥倫比亞縣的自治市鎮。該市鎮為電子遊戲《沉默之丘》和同名電影的原型。
1962年，该镇因不当焚化废物而引燃镇上的地下煤矿，引发森特勒利亚煤矿大火。此火灾为美国最声名狼藉的地下煤火，及后一直燃烧数十年至今，持续释放出有毒气体危害居民健康，以及动摇地质危及建筑结构；最终导致小镇不再适宜居住，联邦政府被迫在20世纪80至90年代逼迁大部份居民。如今小鎮已成鬼城，截至2010年只剩下五户居民坚持留守。